# Any Colour You Like
Any Colour You Like – utwór muzyczny brytyjskiego zespołu rockowego Pink Floyd. Pochodzi z wydanej w 1973 roku płyty Dark Side of the Moon.
Any Colour You Like to utwór instrumentalny i jeden z dwóch z albumu The Dark Side of the Moon, który nie był napisany przez Rogera Watersa, lecz przez Gilmoura, Masona i Wrighta. Tytuł utworu pochodzi od często udzielanej przez studyjnego technika odpowiedzi na jakiekolwiek zadane mu pytanie: „Możesz to mieć w jakim tylko kolorze zechcesz”. Nawiązywała ona do opisu Modelu T podawanego przez Henry’ego Forda: „Możesz go mieć w jakim tylko kolorze zechcesz, pod warunkiem, że chcesz czarnego”.